# Episodi di My Name Is Earl (prima stagione)
La prima stagione della serie televisiva My Name Is Earl è stata trasmessa in prima visione negli Stati Uniti d'America da NBC dal 20 settembre 2005 all'11 maggio 2006.
In Italia è stata trasmessa in prima visione da Italia 1 dal 18 settembre 2006 al 22 gennaio 2007.
| nº | Titolo originale           | Titolo italiano                     | Prima TV USA      | Prima TV Italia   |
| -- | -------------------------- | ----------------------------------- | ----------------- | ----------------- |
| 1  | Pilot                      | La lista di Earl                    | 20 settembre 2005 | 18 settembre 2006 |
| 2  | Quit Smoking               | Il tabacco fa male                  | 27 settembre 2005 | 5 ottobre 2006    |
| 3  | Randy's Touchdown          | Il touchdown di Randy               | 4 ottobre 2005    | 5 ottobre 2006    |
| 4  | Faked His Own Death        | Finta morte                         | 11 ottobre 2005   | 12 ottobre 2006   |
| 5  | Teacher Earl               | Maestro Earl                        | 18 ottobre 2005   | 12 ottobre 2006   |
| 6  | Broke Joy's Fancy Figurine | La più bella fra le belle           | 1º novembre 2005  | 19 ottobre 2006   |
| 7  | Stole Beer from a Golfer   | Per qualche birra... in più         | 8 novembre 2005   | 19 ottobre 2006   |
| 8  | Joy's Wedding              | Tra moglie e marito                 | 15 novembre 2005  | 26 ottobre 2006   |
| 9  | Cost Dad the Election      | Sindaco mancato                     | 22 novembre 2005  | 26 ottobre 2006   |
| 10 | White Lie Christmas        | Bianco bugiardo Natale              | 6 dicembre 2005   | 2 novembre 2006   |
| 11 | Barn Burner                | Strozza lo struzzo                  | 5 gennaio 2006    | 9 novembre 2006   |
| 12 | O Karma, Where Are Thou?   | Karma dove sei?                     | 12 gennaio 2006   | 13 novembre 2006  |
| 13 | Stole P's HD Cart          | Hot dog bruciato, hot dog fortunato | 19 gennaio 2006   | 13 novembre 2006  |
| 14 | Monkeys in Space           | Una scimmia nello spazio            | 26 gennaio 2006   | 16 novembre 2006  |
| 15 | Something to Live for      | Una ragione di vita                 | 2 febbraio 2006   | 20 novembre 2006  |
| 16 | The Professor              | Il professore                       | 9 febbraio 2006   | 20 novembre 2006  |
| 17 | Didn't Pay Taxes           | Che bello pagare le tasse           | 2 marzo 2006      | 23 novembre 2006  |
| 18 | Dad's Car                  | La macchina di papà                 | 16 marzo 2006     | 30 novembre 2006  |
| 19 | Y2K                        | Un nuovo mondo                      | 23 marzo 2006     | 13 dicembre 2006  |
| 20 | Boogeyman                  | Al lupo! Al lupo!                   | 30 marzo 2006     | 13 dicembre 2006  |
| 21 | Bounty Hunter              | Cacciatrice di denti                | 6 aprile 2006     | 15 gennaio 2007   |
| 22 | Stole a Badge              | Il potere logora                    | 27 aprile 2006    | 15 gennaio 2007   |
| 23 | BB                         | Nel mirino                          | 4 maggio 2006     | 22 gennaio 2007   |
| 24 | Number One                 | Il Karma esiste                     | 11 maggio 2006    | 22 gennaio 2007   |

## La lista di Earl
- Titolo originale: Pilot
- Diretto da: Marc Buckland
- Scritto da: Greg Garcia

### Trama
Earl è un comune ladro della contea di Camden County. Ruba qualsiasi cosa solo per il gusto di farlo. Un giorno conosce Joy Darville, i due la stessa sera, completamente ubriachi, fanno un matrimonio lampo a Las Vegas e la mattina dopo si ritrovano ad essere marito e moglie. Earl non ricorda tanto di quella notte, ma vede in Joy uno strano pancione. Questa è incinta di sei mesi. Dopo 3 mesi nasce Eric "Dodge" Hickey (che più tardi cambierà cognome in Turner), questo nome gli è stato attribuito perché l'unica cosa che si ricorda Joy del padre è che aveva una Ford. Due anni più tardi, Joy è di nuovo incinta e al momento del parto si scopre che il figlio non è di Earl ma di Darnell Turner, ovvero un barista nero grande amico di Earl. Qualche anno più tardi, Earl va a comprare un gratta e vinci al Camden Market, questo risulta vincente per ben 100.000 $. Earl, nella gioia, si lancia in strada e viene investito da un'auto. Nello schianto perde il biglietto. Viene subito portato in ospedale e stabilizzato, qui, senza accorgersene, firma i dati di consenso del divorzio con Joy. Earl, ormai disperato, accende la televisione e qua vede Carson Daly. Carson Daly è un conduttore di talk-show e in questa puntata spiega il concetto di Karma. Fai una cosa buona e qualcosa di buono ti succederà. Fai qualcosa di cattivo e quello ti si ritorcerà contro. Earl ci riflette e capisce che è sempre stato cattivo e difatti ha una vita schifosa. Decide quindi di stilare una lista lunga 259 punti con tutte le sue cattive azioni a cui deve rimediare. Appena uscito dall'ospedale, lui e suo fratello Randy si trasferiscono nel Motel Las Palmas. Qui conoscono Catalina Aruca, la cameriera di cui si innamorerà Randy. Il primo punto che Earl vuole cancellare è il numero 136: Gettato spazzatura per terra. Earl raccoglie tutta la spazzatura del motel e subito dopo ritrova il biglietto vincente che aveva perso nell'incidente. Capisce quindi di dover continuare a cancellare punti dalla lista. Il secondo punto della lista che vuole rimediare è il nº 64: Preso a calci Kenny James a scuola. Earl, grazie a Randy, scopre l'indirizzo di Kenny e scopre che questo è gay. Per rimediare al punto, decide quindi di portarlo ad un gay-bar per vincere anche la sua timidezza. Qui Kenny lo ringrazia perché quando lui era a scuola, Earl era la persona che gli faceva più paura e che gli ha tolto la dignità che aveva con tutti i suoi stupidi scherzi. Ora invece gli aveva ridato la dignità, per questo poteva cancellarlo dalla lista. Earl alla fine è soddisfatto e decide di continuare a cancellare punti dalla sua lista.
- Punti della lista citati: 23, 41, 64, 86, 102, 136.
- Cameo: Nell'episodio, compare come cameo Greg Garcia, ovvero il creatore della serie, nonché regista, sceneggiatore e produttore di questa.

## Il tabacco fa male
- Titolo originale: Quit Smoking
- Diretto da: Marc Buckland
- Scritto da: Kat Likkel e John Hoberg

### Trama
Catalina e Randy stanno cercando in tutti i modi di far smettere di fumare Earl ma senza successo. Intanto Joy scopre il video-testamento di Earl in cui dice che se lui muore, tutto ciò che gli appartiene andrà a finire nelle tasche di Joy. La donna va a comprare una balestra, con cui cerca più volte di uccidere Earl senza riuscirci. Earl intanto sta cercando di rimediare al punto numero 102 della sua lista: Avvelenato e forse ucciso gente, causa: fumo passivo. Prova a smettere di fumare, ma ciò non gli riesce. Nel frattempo sceglie il punto 112 della sua lista: Fatto finire Donny Jones in galera per colpa sua. Earl va a confessare l'accaduto a Donny, un vecchio amico, che lo perdona. Ma non fa altrettanto la madre di lui, che costringe Earl a non cancellare quel punto finché non gli avrà ridato i due anni persi della sua vita in cui non ha avuto suo figlio. Siccome la madre di Donny fuma, Earl decide farla smettere di fumare per dargli due anni in più da vivere. Insieme riescono a smettere di fumare ed Earl riesce a cancellarla dalla lista insieme al numero 102. Nel finale, Joy cerca di uccidere Earl con una pistola, ma questo le dice di aver scritto un altro testamento e la donna rinuncia.
- Punti della lista citati: 49, 73, 86, 102, 112.

## Il touchdown di Randy
- Titolo originale: Randy's Touchdown
- Diretto da: Marc Buckland
- Scritto da: J.B. Cook

### Trama
Randy per sbaglio dice a Joy che i 100.000 dollari vinti da Earl, sono nella macchina del fratello. Quando si precipitano verso il parcheggio dove Earl l'aveva lasciata, scoprono che l'auto è stata portata via per divieto di sosta. Earl e Joy si precipitano dalla polizia a chiedere informazioni e scoprono che per riavere la macchina bisogna pagare 3000 dollari per multe in arretrato. Entrambi non hanno quella somma, ed Earl ha anche un'altra preoccupazione: il punto della lista "far fare un touchdown a Randy". Dopo aver falsificato tutti i dati di nascita, aver preso 2 anziani per impersonare i genitori, Randy riesce ad entrare al college. Joy e Gamberone riescono intanto a procurarsi 1500 dollari. Earl prova con una nuova strategia: mettere il suo amico Kenny nel bagaglio di una macchina e far portare via quella stessa macchina per poi recuperare la somma. Purtroppo due dobermann vengono attratti dal dopobarba di questo e lui non riesce a uscire dal bagagliaio. Alla partita di Randy, lui sta per fare il touchdown, ma quando mancano pochi metri all'arrivo, sbaglia di proposito. Earl non capisce il perché, mentre Randy se ne va correndo. Earl scopre inoltre che Joy si è procurata i 3000 dollari e sta andando a ritirare l'auto. Poco dopo però arriva Randy con l'auto e spiega di aver scommesso per un valore di 3000 dollari contro la sua squadra. Di nuovo tutto si sistema.
- Punti della lista citati: 58, 260.

## Finta morte
- Titolo originale: Faked His Own Death
- Diretto da: Tamra Davis
- Scritto da: Hilary Winston

### Trama
Earl deve affrontare un nuovo punto della sua lista: essersi finto morto per sfuggire ad una donna di nome Nathalie. Earl va a scusarsi alla sua ex-fidanzata ma lei all'inizio è furiosa, ma dopo una chiacchierata riesce a perdonarlo. Prima di andarsene, Earl incontra il suo nuovo fidanzato Dirk. Il giorno dopo Nathalie in lacrime va da Earl dicendogli che Dirk è morto. Earl si assenta per un momento per andare a prendere una merendina, ma mentre cammina per il balcone del motel, trova Dirk insieme ad un'altra donna. Rivela quindi a Nathalie la verità sul fidanzato e la rimanda a casa. Nathalie pensa che Earl sia innamorato di lei e lo costringe a stare insieme a lei. Dopo 1 mese di fidanzamento, Nathalie però capisce che sta sbagliando nuovamente e quindi rompe il fidanzamento. Il giorno dopo Earl scopre che Nathalie è deceduta. Quando arriva al funerale Nathalie esce dalla bara e rinfacciando ad Earl come si era sentita lei. Nathalie si vendica quindi di Dirk e gli porta un test medico che dice che lui ha preso una malattia venerea.
- Punti della lista citati: 84, 203.

## Maestro Earl
- Titolo originale: Teacher Earl
- Diretto da: Chris Koch
- Scritto da: Victor Fresco

### Trama
Earl è diventato insegnante di inglese in una scuola per sistemare il punto numero 27 della sua lista: preso in giro stranieri. Earl comincia insegnando loro come arrivare a casa sua, ma i suoi alunni sembrano non capire nulla di quello che Earl dice. Nel frattempo, Ralph (amico di scuola di Earl), ladro che è stato ripetutamente rinchiuso in carcere e rilasciato, affitta la camera del motel di fianco a quella di Earl, inevitabilmente i due si incontrano. I due ricordano i vecchi tempi e alla chiacchierata si aggiunge Randy che è stato il loro secondo braccio per molto tempo. Ralph, credendo che a Earl faccia piacere, comincia a rubare qualsiasi cosa gli capiti sotto mano. Questo a Earl non piace e durante la notte rimette a posto tutti gli oggetti rubati durante il giorno. Il giorno successivo, Ralph scopre della lista di Earl e dei 100.000 dollari vinti. Mentre Earl è a far lezione, lega e costringe Randy a dirgli dove si trovano i 100.000 dollari, che confessa e gli dice che per prenderli deve prendere la chiave della macchina che ha il fratello. La sera stessa, rientrando nel motel, Earl viene colpito da Ralph che lo lega e va a prendere i soldi. Però, poco dopo gli alunni di Earl entrano nella stanza del motel rivelando di aver in realtà capito la lezione. Earl chiama subito la banca e Ralph viene preso da due agenti. Earl però ritira la denuncia e lascia libero Ralph.
- Punti della lista citati: 27.

## La più bella fra le belle
- Titolo originale: Broke Joy's Fancy Figurine
- Diretto da: Lev L. Spiro
- Scritto da: Danielle Sanchez

### Trama
Earl deve affrontare il punto numero 153 della lista: fatto saltare in aria statuetta di Joy. Earl va dalla sua ex-moglie a dirgli che gli riporterà indietro il trofeo che aveva vinto ad una gara di bellezza madre-figlia. Presto scopre che nessuno vuole dargli il trofeo e l'unico modo per averlo è fare un patto con le concorrenti più promettenti del suddetto concorso. Il patto dice che se Earl riesce ad allenare a dovere Anne (la figlia), Samantha (la madre) gli darà il trofeo, ma Anne durante il concorso farà la lanciatrice di coltelli ed Earl sarà quello legato alla ruota. Joy dice a Earl che se non vince quel trofeo lo perdonerà solo se gli comprerà una vasca a idromassaggio, allora Earl mette letteralmente in gioco tutto se stesso. Joy volendo il suo idromassaggio, si iscrive anche lei al concorso, ma per partecipare bisogna portare la propria madre, quindi Joy fa credere che un po' di cenere di sigarette siano le ceneri della madre. Arriva il giorno della gara ed Earl capisce che ad Anne non piace fare la vita di una lanciatrice di coltelli (perché vuole diventare medico), allora gli ordina di colpirlo ad una gamba. Durante la gara difatti Anne lo colpisce e per questo vengono squalificate. Joy vince il trofeo e si mette a piangere dalla felicità, Earl capisce che ha dato possibilità di scelta nella propria vita ad Anne e ha ridato la gioia di quando era bambina a Joy, per questo Earl cancella il punto della lista.
- Punti della lista citati: 153.

## Per qualche birra... in più
- Titolo originale: Stole Beer from a Golfer
- Diretto da: Chris Koch
- Scritto da: Michael Pennie

### Trama
In paese è arrivata la fiera, per Earl e Randy è tradizione andarci, ma prima Earl deve risolvere il punto numero 139: scroccato birre ad un golfista. Ci sono 3 giorni di tempo prima che la fiera finisca. Earl, tempo prima, per scroccare birre ad un golfista (Johnny Galecki) gli faceva credere di continuare a fare buca al primo colpo e questo si metteva a festeggiare offrendo birre a tutti, per questo Earl l'aveva illuso di essere tra i più grandi campioni del mondo. Earl gli va a parlare e scopre che la sua vita è rovinata a causa sua e allora cerca di rimediare a tutto. Earl, raccontando la verità, riesce a far riassumere il golfista e a farlo riconciliare con la fidanzata. È l'ultimo giorno della fiera e sembra tutto risolto ma i guai sono dietro l'angolo: Earl deve recuperare ancora il cane del golfista. Randy è arrabbiato di non poter andare alla fiera e scompare. Earl si mette sulle sue tracce e scopre che ha preso un biglietto per il bus. Lo segue a ruota, ma poi lo vede nel bus che va dalla parte opposta, dice al conducente di fermarsi e così fa anche Randy. I due si incontrano e il fratello minore fa vedere che ha preso il cane del golfista. L'animale viene riportato al suo legittimo proprietario ma la fiera se n'è andata. Earl dice a Randy di aspettarlo, dopo una mezz'ora torna con la macchina del "bandito", una macchina su cui lui e il fratello salivano fin da piccoli e gli dice che ce l'hanno fino al mattino dopo. Earl cancella così il punto della lista e ne aggiunge uno: rendere felice Randy.
- Punti della lista citati: 139, 260.
- Curiosità: Nella sigla d'apertura di ogni episodio, quando la telecamera inquadra la lista di Earl, si può leggere il nome del punto (e del titolo originale) della lista.

## Tra moglie e marito
- Titolo originale: Joy's Wedding
- Diretto da: Marc Buckland
- Scritto da: Greg Garcia

### Trama
Joy e Darnell (Gamberone) stanno per sposarsi, Earl però è furioso per non essere stato invitato al loro matrimonio e perché questo si svolge proprio il giorno del suo compleanno. Il giorno delle nozze, ubriaco e arrabbiato, va a interrompere il matrimonio rovinando la cerimonia e, per giunta, colpendo involontariamente Joy in volto con un pallone da calcio finitogli casualmente tra i piedi. A quel punto Earl capisce di aver rovinato il matrimonio di Joy e di dover organizzare una nuova cerimonia per rimediare e aggiunge alla sua lista il punto nº 260 "rovinato matrimonio di Joy". In un primo momento scettica, Joy in seguito accetta l'aiuto di Earl e da quel momento sembra aver ritrovato con lui l'armonia. I due passano molto tempo assieme e finiscono per andare a letto. Il giorno dopo i due capiscono cosa hanno appena fatto ed Earl è tentato di dirlo a Darnell, ma Joy glielo impedisce. Al momento del pranzo prima del matrimonio, tutti sono felici ma Earl, pieno di rimorsi, sente di dover dire la verità a Darnell e si alza per farlo pubblicamente. Joy lo trascina in bagno e, per fermarlo, gli promette che lo dirà lei stessa a Darnell. Joy va da Darnell ma al momento di farlo non riesce e, mentendo, gli dice che Earl è stato a letto con sua madre. Darnell infuriato comincia a picchiare Earl ma subito dopo la verità viene a galla. Darnell è deluso da Joy ma Earl gli va a parlare e gli fa notare che il tentativo di Joy di nascondergli la verità non è altro che il desiderio di non ferirlo. Darnell capisce che Joy, nonostante tutto, tiene davvero a lui e dopo poco si celebra il matrimonio con Earl presente come testimone di Darnell.
- Punti della lista citati: 260, 261.

## Sindaco mancato
- Titolo originale: Cost Dad the Election
- Diretto da: Chris Koch
- Scritto da: Bobby Bowman

### Trama
Earl vuole rimediare al punto numero 4 della sua lista: fatto perdere l'elezione di sindaco a suo padre. Suo padre, qualche anno prima, si candidò a essere sindaco per poter modificare il tragitto degli aerei, i quali passano proprio sopra al quartiere dove questo vive. In quei precisi giorni, Earl aggredisce un poliziotto che aveva sparato con un taser a Joy. Il tutto viene ripreso e mandato in televisione per fare una campagna contro il padre di Earl. Per riparare, ricandida il padre a sindaco. Suo padre però non è per nulla felice di dover rifare la campagna pubblicitaria e soprattutto che sia stato proprio suo figlio a ricandidarlo. Inaspettatamente, molti cittadini vengono a sostenere questo e quindi gli ritorna la voglia di lottare per diventare sindaco. Nonostante tutti gli sforzi di Earl, il padre continua a provare forte disprezzo per lui. Quando sembra che tutto stia per andare per il meglio, lo stesso poliziotto di anni prima ferma l'auto di Earl perché questi gli aveva inavvertitamente lanciato dei volantini pubblicitari. Un'altra volta il poliziotto spara con il teaser poiché intimorito da Earl che sotto il suo effetto sembrando che lo stia aggredendo. Il tutto viene nuovamente registrato e mandato in televisione e il padre perde nuovamente le elezioni. Earl spiega che è tutto un malinteso e gli parla della sua lista, ma lui è scettico. Nei giorni successivi, quest'ultimo comincia lentamente a ricredersi vedendo sul giornale parlare molto bene delle opere del figlio. Earl quindi non cancella il punto.
- Punti della lista citati: 4, 86.
- Curiosità: Nella sigla di apertura, quando si vede per qualche istante la lista di Earl, si può leggere chiaramente il punto trattato in questo episodio.

## Bianco bugiardo Natale
- Titolo originale: White Lie Christmas
- Diretto da: Marc Buckland
- Scritto da: Timothy Stack

### Trama
È l'anti-Vigilia di Natale ed Earl non perde tempo a cercare di cancellare il punto nº 74 della lista: Sempre rovinato il Natale A Joy. Per cancellare il punto incarica Randy di vincere una nuova macchina ad un concorso, per vincerla questo doveva rimanere con la mano attaccata all'automobile finché tutti gli altri concorrenti non mollavano la presa. Earl intanto trova inaspettatamente i genitori di Joy a casa sua. Ben presto capisce che Joy non aveva fatto altro che raccontare a loro bugie, ad esempio questi credevano che Earl fosse un militare che era stato tutto l'anno in Afghanistan e che sono ancora sposati, solo per paura che suo padre scoprisse che fosse sposata con Darnell temendo il padre razzista. Earl è costretto a mantenere il segreto se vuole cancellare il punto. La mattina dopo scopre inoltre che la madre di Joy non è veramente invalida come si pensava ma era solo una copertura e scopre anche che questa aveva speso tutti i soldi del marito al casinò. Randy intanto riesce a vincere la macchina. La madre di Earl, la sera stessa, ruba la macchina per andare a giocarla al casinò dove la perde. Tutto il Natale sembra rovinato dalle bugie. Il mattino successivo, la mattina di Natale, si scopre tutto: Joy è sposata con Darnell, Earl non è un militare e non è più suo marito, la madre di Joy ha perso tutti i soldi e non è un'invalida, il padre di Joy tradisce la moglie e si scopre che non è per nulla razzista ma semplicemente non aveva mai permesso a Joy di frequentare un nero perché quelli che frequentava erano tutti suoi parenti. Tutti sono furiosi con tutti per le bugie, questi continuano a litigare fino a che non si svegliano i due figli di Joy per aprire i regali e tutti capiscono che non aveva senso litigare e fanno pace. Earl può cancellare un altro punto.
- Punti della lista citati: 73, 74, 75, 76.

## Strozza lo struzzo
- Titolo originale: Barn Burner
- Diretto da: Ken Whittingham
- Scritto da: Brad Copeland

### Trama
Earl ricorda il punto numero 165 della sua lista: Bruciato fattoria dei "Virtuosi". Quando erano ancora dei ragazzi, Earl e Randy, furono mandati per 3 settimane in una specie di campeggio ma all'interno di una fattoria. Oltre a qualche piccolo danno qua e là, i due non avevano combinato tanti disastri e quell'esperienza poteva forse cambiare radicalmente il carattere dei due. Purtroppo l'ultimo giorno per un incidente, i due fratelli danno fuoco all'intero stabilimento. Ora tocca alla persona che l'ha provocato di riparare. Earl, Randy e Catalina si recano alla fattoria da poco ricostruita. Spiegano al proprietario l'accaduto e questo decide che se vogliono riparare il loro danno basta che diano una mano nelle faccende. Alla fine della giornata i tre sono riusciti a rimettere tutto a posto, ma Randy non riesce a non confessare come siano andate veramente le cose. In realtà non era stato Earl a dare fuoco al fienile, bensì Randy. Il fratello, furioso, Earl ritiene responsabile Randy di tutti i punti della sua lista e per questo lo costringe a rimedia al posto suo. Earl comunque preferisce occuparsi di un punto che solo lui poteva riparare: non portato i suoi due figli illegittimi ad un parco giochi. Per riparare decidi di portarli dove volevano andare, ma presto Earl si accorge che il parco è stato smantellato. I suoi due figliastri comunque, vedendo il suo sincero pentimento, lo perdonano. Earl, colpito da questo gesto, decide a sua volta di perdonare Randy. Tutto ritorna alla normalità ed Earl si ritrova con alcuni punti in meno dalla lista.
- Punti della lista citati: 98, 164.

## Karma dove sei?
- Titolo originale: Karma Where Art Thou?
- Diretto da: Michael Fresco
- Scritto da: Barbara Feldman

### Trama
Earl vuole riparare al punto 202 della sua lista: Rubato portafogli ad un ragazzo al distributore. Earl riesce a rintracciare la vittima e scopre che per il furto che ha fatto, il ragazzo non ha potuto andare in luna di miele con la moglie ed è anche stato licenziato dal fast food dove lavorava. Earl allora paga le spese del viaggio ai due sposi e si fa assumere al posto del ragazzo per una settimana. Presto scopre che il proprietario è un egoista che non rispetta nessuno. Earl non capisce come il karma non punisca quell'uomo, che è ricco e ha una bellissima fidanzata. Earl, scandalizzato, continua a cercare di chiamare il karma per dare a quell'uomo ciò che si merita, senza successo. La settimana lavorativa è ormai conclusa e per l'ultimo giorno il capo fa travestire Earl da hamburger per attirare clienti. Dopo che Earl si è messo il costume, il capo continua a prendere in giro questo con pesanti offese. Earl ormai non riesce più a trattenere la rabbia che ha dentro e sferra un forte pugno sulla faccia del capo. Questo viene ricoverato in un ospedale dove si scopre che ha un'amante, le due si incontrano e lo lasciano. Mentre il capo è all'ospedale, la polizia scopre che questo era in realtà un criminale che è diventato ricco grazie a dei soldi rubati. Oltre a non avere più soldi e fidanzata, viene rinchiuso per due anni nel carcere di Camden Country. Earl capisce che il karma ha usato il suo pugno per dare al capo ciò che si merita. Il ragazzo a cui Earl aveva rubato il portafogli torna dalla vacanza e appena entra nel fast food, tutti i dipendenti gli dicono che lui è diventato il nuovo capo. Earl è più che soddisfatto per l'esito della settimana e cancella il punto nº 202 dalla sua lista.
- Punti della lista citati: 202.

## Hot dog bruciato, hot dog fortunato
- Titolo originale: Stole P's HD Cart
- Diretto da: Chris Koch
- Scritto da: J.B. Cook

### Trama
Earl vuole riparare al punto numero 159 della sua lista: rubato chiosco Pop's Cart, un furgone in cui si vendono hot-dog. Diversi anni prima, a Camden County, c'era solo un venditore di hot dog ambulante (Pop). Un giorno, Jack Knox apre un fast food proprio di fianco al venditore ambulante. Per diversi giorni non viene nessuno perché gli abitanti di Camden County sono abituati ad andare a mangiare dal suo concorrente. Questo fa spazientire il proprietario del fast food che paga 200$ a Earl e a Ralph per rubare il furgone. Questi accettano e dopo averlo rubato lo lasciano in una radura lì vicino. Questo fa sì che il venditore ambulante si ritiri e che il suo concorrente faccia successo. Ora tocca ad Earl rimettere a posto le cose. Insieme a Ralph e Randy, va a recuperare il furgone. Dopo averlo riportato al proprietario e aver rimesso in commercio quest'ultimo, ma ad un tratto Ralph dà fuoco al furgone, poiché pagato dal proprietario del fast food. Earl è sbigottito e decide di andare a parlare proprietario della catena di fast food. Per poter parlare con il capo però si fa assumere come contabile, grazie al suo amico Kenny che fa i conti al posto suo. Earl parla al capo, però capisce che anche a questi non gli e ne importa nulla. Decide allora di ricomprare il furgone, ma non ha i 10.000$ che servono. Decide di rubare tutti i computer dello stabilimento dove lavora: per questo fa assumere Catalina, Darnell, Joy, Randy e Ralph. Cala la sera e a Ralph viene un'idea: rubare una fotocopiatrice che ha il valore che a loro serve. La fotocopiatrice si trova in una stanzetta non molto larga e nel portarla fuori bloccano con essi l'uscita. Il giorno dopo il loro capo li trova e chiama la polizia, ma tutti riescono a scappare e non a farsi prendere. Ralph capisce che è stata colpa sua e decide di rimediare tagliandosi il mignolo e mettendolo in un hot-dog comprato dal fast food per poi denunciare il fatto. Il piano riesce e il risarcimento equivale a 10.000$ con i quali Earl ricompra il furgone. Earl può finalmente cancellare un punto dalla lista.
- Guest star: Mark Christopher Lawrence (Jack Knox)
- Punti della lista citati: 159.

## Una scimmia nello spazio
- Titolo originale: Monkeys in Space
- Diretto da: Marc Buckland
- Scritto da: Greg Garcia e George Sharperson

### Trama
Earl decide di cancellare il punto 18 dalla lista: Raccontato storia poco carina al compleanno di Hank. Hank è un ladro che tra poco sarà incarcerato nel carcere di Camden Country ed Earl non ha molto tempo a disposizione per poter cancellare il punto. Earl va a trovare Hank e questo gli dice che se lo vuole cancellare dalla lista deve fargli 3 favori prima della sua incarcerazione: Portare il New England Journal a cui suo zio è abbonato, portare una scatola di muffin appena sfornati e portare sua nonna a fargli visita. Sembra una cosa facile, ma non lo è. Earl ci prova per diversi giorni, ma per una serie di complicazioni non riesce a fare tutto entro le 12, in cui le visite si chiudono. Anche continuando a svegliarsi prima, non riesce a fare mai in tempo. Randy, intanto, prova diversi lavori ma nessuno di questi fa per lui. Randy si offre volontario per aiutarlo. Il giorno dopo i due si alzano alle 6, dopo aver preso giornale, muffin e nonna, raggiungono il penitenziario quando è ancora troppo presto per poter portare le cose ad Hank. Randy capisce che il suo scopo nella vita è quello di aiutare il fratello nella lista.
- Punti della lista citati: 18.

## Una ragione di vita
- Titolo originale: Something to Live For
- Diretto da: Marc Buckland
- Scritto da: Kat Likkel e John Hoberg

### Trama
Earl vuole cancellare il punto numero 62 dalla lista: Rubato benzina da un'auto. Quando lui e Joy erano ancora sposati e vivevano nel campo per roulotte, Earl ogni sera rubava la benzina per la sua auto da quella del suo vicino Philo. Earl decide di andare a comprare 10 taniche di benzina piene e le riporta al suo legittimo proprietario. Earl cancella il punto dalla lista e prende l'auto per tornare a casa insieme a Randy. Durante il tragitto però l'auto finisce il combustibile e si ferma in mezzo alla strada. Earl decide di spostarla a lato e vede l'uomo, a cui poco prima aveva dato la benzina, mettersi in mezzo alla strada per farsi investire. Earl scopre che Philo, dopo aver perso fidanzata, lavoro e casa decise di farla finita uccidendosi in macchina respirando il monossido di carbonio. Senza benzina l'auto non poteva produrlo e quindi l'uomo non riuscì mai a uccidersi, convincendolo che Dio avesse in progetto qualcosa di grandioso per lui e decise di rinunciare al suicidio. Philo gli spiega di tutto quello che ha perso e gli dice che l'unica cosa che lo può consolare è avere una nuova fidanzata: Joy. Earl, comunque, cerca di divertirsi insieme a lui guardando un film, giocando ad alcuni giochi e chiacchierando. Alla fine Earl riesce a convincere Joy a fare un finto appuntamento con Philo. Darnell però li vede e porta via la moglie. Intanto Earl era occupato a riparare ad un altro punto della sua lista e quando scopre l'accaduto crede che Philo sia andato ad uccidersi. Quando va a casa sua l'uomo però è ancora vivo e che l'idea di uccidersi è totalmente svanita poiché ha trovato due nuovi amici: Earl e Randy. Earl capisce che può cancellare definitivamente il punto.
- Punti della lista citati: 62.

## Il professore
- Titolo originale: The Professor
- Diretto da: Marc Buckland
- Scritto da: Danielle Sanchez

### Trama
Earl vuole cancellare il punto numero 37 della sua lista: Rubato portatile. Earl, anni prima, aveva rubato un PC portatile, è giunta l'ora di restituirlo. Sul computer si trova segnato il nome e l'indirizzo del proprietario: Alex Meyers, Università di Camden Country. Lui e Randy prendono la macchina e decidono di andare a restituirlo. Durante il tragitto però, inavvertitamente, Earl abbatte il cartello della fermata dell'autobus. Earl promette che lo riparerà. Poco dopo i due raggiungono l'università, Randy si imbuca in una festa lì vicino ed Earl va a cercare il proprietario del computer. Scopre che il proprietario è una donna e le spiega della lista restituendole il computer e lei lo invita a parlare della sua lista alla classe il giorno successivo. L'indomani il discorso di Earl ha successo e Alex gli propone di andare insieme ad una festa. Earl va al party nell'università ma il Karma gli fa capire che c'è qualcosa che deve fare con una serie di inconvenienti. L'uomo ricorda il palo da lui distrutto e decide di andarlo a riparare. Capisce anche che non potrà mai avere una fidanzata fin quando non avrà concluso tutti i punti della sua lista, per questo lascia Alex. Comunque Earl è riuscito a cancellare un punto dalla lista.
- Punti della lista citati: 37, 264, 265.

## Che bello pagare le tasse
- Titolo originale: Didn't Pay Taxes
- Diretto da: Craig Zisk
- Scritto da: Michael Pennie

### Trama
Earl vuole riparare al punto numero 265 della sua lista: Non pagato le tasse. Per prima cosa, va a parlare direttamente con i funzionari, ma questi gli dicono che in realtà lui non deve nulla allo Stato. Earl non demorde e invia al comune i 500$ che deve di tasse. Questi glieli rispediscono e allora decide di fare lavori socialmente utili per rimediare, ma glielo impediscono perché non autorizzato. Decide allora di commettere un crimine per poi farsi multare dei 500 dollari. Con il fratello si arrampica su un serbatoio d'acqua, si arrampicano fino in cima a questo e cercano in tutti i modi di farsi vedere da qualche poliziotto di passaggio. Il tetto però si sfonda e i due rimangono intrappolati per due giorni all'interno del serbatoio vuoto. Vengono fortunatamente salvati dai pompieri poiché Catalina, non vedendoli rientrare al motel, aveva chiamato la polizia che aveva ritrovato la macchina vicino al serbatoio. Earl va di nuovo dai funzionari e dice di aver distrutto un serbatoio, pagando 500$ di multa e potendo cancellare il punto dalla lista.
- Punti della lista citati: 265

## La macchina di papà
- Titolo originale: Dad's Car
- Diretto da: Chris Koch
- Scritto da: Barbara Feldman e Brad Copeland

### Trama
Earl vuole aggiustare il punto 108 della lista: Perso macchina di papà. Quando Earl era ancora un ragazzo, rubò la macchina di suo padre e la perse scommettendola contro un'altra in una gara automobilistica. Decide di andare a parlare a quello che anni prima gli aveva vinto l'auto. L'uomo gli dice che l'unico modo per riaverla è scommetterne un'altra per rifare un'altra gara. Grazie all'aiuto di Randy riesce a vincere la corsa e riportarla al padre Carl. Quest'ultimo spiega ad Earl che la macchina sarebbe stato il regalo per la fine del liceo per Earl. Decide allora di aggiustarla, ma presto capisce di non saperlo fare. Carl apprezza gli sforzi del figlio e i due sistemano la macchina trovando finalmente il tempo per parlare tra loro. Quando la macchina è ultimata, anche l'amicizia tra Earl e suo padre Carl è riparata. I due quindi vanno a fare un giro in macchina e poi Earl regala al padre la macchina, felice di aver creato un rapporto col padre. Earl cancella un altro punto dalla lista.
- Punti della lista citati: 42, 67, 108, 267, 268.

## Un nuovo mondo
- Titolo originale: Y2K
- Diretto da: Marc Buckland
- Scritto da: Hilary Winston

### Trama
Earl, Randy e Donny sono in fila ad una cassa di un supermercato per riconsegnare una macchinetta eliminacode, rubata anni prima e costituendo il numero 24 della lista. Earl nel frattempo racconta la storia dietro a quell'oggetto: il giorno 30 dicembre 1999, Earl, Randy, Donny, Joy, Catalina e Gamberone hanno avuto modo di scoprire un mondo differente. Catalina, proprio in quel giorno, inizia il suo viaggio illegale per raggiungere l'America. Attraverso carri porta-bestiame e auto modificate, si avvicina sempre di più a Camden County. Gamberone abbandona il nome di Henry Monroe e diventa Darnell Turner a causa del suo passato e della protezione testimoni. Incontra per caso Joy, Earl, Randy e Donny al supermercato e li invita a casa sua per capodanno. Quella sera racconta agli invitati la storia del: Millennium bug. Per una serie di coincidenze, il gruppo pensa che con il nuovo millennio sia avvenuta la fine del mondo e si rifugia a vivere in un supermercato. La convivenza sembra impossibile, ma Randy ha l'idea di usare la macchinetta elimina-code per portare ordine. Il mattino dopo però si accorgono che il supermercato e rientrato in funzione e che non sono gli ultimi sopravvissuti da un disastro. Mentre Catalina arriva a Camden i cinque tornano alle loro vite facendo tesoro dell'esperienza. Nel presente Earl riconsegna la macchinetta e cancella il punto 24.
- Punti della lista citati: 24.

## Al lupo! Al lupo!
- Titolo originale: Boogeyman
- Diretto da: Eyal Gordin
- Scritto da: Vali Chandrasekaran

### Trama
Earl si ricorda di dover riparare ad un altro punto della lista: Spaventato bambino nel buio. Anni prima, quando lui e Joy erano sposati, tentarono il furto in una casa. Sfortunatamente, si accorsero che in casa c'era gente, e mentre Joy fuggì subito, Earl fu scoperto da un bambino, che rimase traumatizzato per lo spavento, pensando fosse un lupo mannaro. Quando torna dal ragazzo per fare ammenda, quello gli chiede di passare una giornata con lui, ma il giorno successivo quando torna per vedere e era tutto a posto, scopre che il ragazzo non ha dormito dopo che lui è andato via. Capisce che il ragazzo ha sviluppato la fobia del buio per causa sua. Earl passa quindi una settimana a dormire sull'albero vicino alla finestra del ragazzo finché quello finalmente può dormire con la luce spenta. Tornato al motel, si ritrova però il ragazzo davanti alla sua porta, che lamenta del padre che lo odia. Quando cerca di chiamare il genitore per avvertirlo, quello pensa che suo figlio sia stato rapito. Il motel viene circondato dalla polizia e il ragazzo non vuole saperne di andarsene, volendo rimanere in ostaggio. Il padre del ragazzo, si arrampica sul motel e piomba nella stanza di Earl per salvare il figlio, ma viene stordito dalla polizia. Il ragazzo allora, commosso dal padre, confessa a tutti che si tratta di un malinteso. Earl cancella il punto dalla lista.
- Punti della lista citati: 239

## Cacciatrice di denti
- Titolo originale: Bounty Hunter
- Diretto da: Marc Buckland
- Scritto da: Hunter Covington

### Trama
Earl sta giocando alle macchinine con Randy nella loro camera del motel quando di colpo entra Joy e questa dice ad Earl che è tornata Jesse, la prima vera fidanzata di Earl. Le due donne si erano scontrate quando Joy aveva ingannato Earl sposandolo, e Jesse ne era uscita con due denti in meno. La donna, che lavorava in un'azienda di prestiti come segretaria, dopo aver saputo di un debito di Joy, si è allenata per diventare una cacciatrice di debitori, e poter avere la sua vendetta con la donna. Earl cerca di dissuadere Jesse raccontandogli della lista, ma quella gli dice che non ce l'ha con lui, ma solo con Joy. Earl fugge quindi portando in salvo Joy usando un caravan abbandonato nel bosco come nascondiglio. Jesse intanto è riuscita a estorcere la destinazione dei due fuggiaschi da Randy ed è diretta proprio da loro. Earl e Joy, per sopravvivere, decidono di andare a comprare qualcosa, ma durante il tragitto incontrano Jesse. Joy decide che è il momento di farla finita (dato che in realtà, per quante cose brutte Earl avesse fatto nella sua lista, quella cosa era solo colpa sua) e decide di costituirsi. Purtroppo Jessie vuole comunque spaccarle i denti per vendicarsi ed allora Joy si scontra a pugni con lei, riuscendo a metterla KO (grazie alla sua esperienza avuta guardando incontri di Box) e fargli perdere nuovamente i due denti (che questa volta erano d'oro e quindi può utilizzarli per pagare il suo debito).
- Punti della lista citati: 145.

## Il potere logora
- Titolo originale: Stole a Badge
- Diretto da: Marc Buckland
- Scritto da: Victor Fresco

### Trama
Earl, Randy e Catalina stanno pescando oggetti nell'unico fiume passante per Camden quando Earl scorge un distintivo della polizia e capisce che il Karma vuole che lo restituisca al suo proprietario dato che è il punto nº 127 della lista: Rubato distintivo della polizia. Anni prima, Earl rubava le scarpe al bowling e un giorno ci trovò dentro un distintivo. Vedendo i privilegi che si avevano mostrandolo alle persone, decise di tenerlo. Ben presto però lui, Randy e Joy cominciarono a litigare su chi dovesse tenerlo e alla fine si decise di buttarlo nel fiume. Ora Earl deve riportare il distintivo all'agente Stuart Daniels, ovvero il proprietario. Scopre che le sorelle di Stuart sono nella polizia insieme a lui e la madre è il capo della polizia. Stuart è bistrattato da tutti i famigliari e dopo aver perso il distintivo è stato relegato al rifornimento di carta igienica nei bagni pubblici. Earl, per rimediare, decide di dimostrare che sia un buon poliziotto, ma senza successo. Quando ne parla con lui, capisce che il suo sogno è fare il giocatore di bowling e lui allora gli parla della lista. Stuart decide allora di arrestarlo usandola come confessione e quando Earl tenta di scappare, lo atterra con una palla da bowling. Il poliziotto si rende allora conto della sua vera vocazione, lascia andare Earl ed esce dalla polizia per fare il giocatore di bowling.
- Punti della lista citati: 127.

## Nel mirino
- Titolo originale: BB
- Diretto da: Victor Nelli Jr.
- Scritto da: Kat Likkel e John Hoberg

### Trama
Earl sta cercando di rimediare al punto numero 2 della lista: Rubato monete da parchimetri, riempiendoli di monete, ma un poliziotto lo multa per aver messo monete in parchimetri non suoi. In prefettura incontra Gwen Waters, ovvero il punto numero 147 della sua lista: Sparato un proiettile a Gwen. Quando era ragazzo, Earl sparò per errore a Gwen e riuscì a giustificarsi con il padre di lei che, ubriaco e maschilista, credette al ragazzo. Scopre che questa fa di lavoro la pittrice delle scene in tribunale e che ora Gwen non rivolge la parola al padre. Earl allora capisce che per poter cancellare il punto dalla lista, deve far rincontrare padre e figlia. Lui e Randy vanno nel paesino vicino a Camden in cui vive il padre di Gwen in una roulotte. Paul, questo il suo nome, è tuttora un ubriacone e non riesce a convincerlo a seguirlo. Chiude l'uomo nella roulotte e la porta fino al tribunale per farlo incontrare con la figlia. Earl può cancellare il punto della lista, anche se solo perché Gwen compatisce il padre e non prova più rancore per lui.
- Punti della lista citati: 2, 147.

## Il Karma esiste

Earl investito dall'auto; Paul e il biglietto vincente

- Titolo originale: Number One
- Diretto da: Greg Garcia
- Scritto da: Greg Garcia

### Trama
Dopo aver cancellato il punto numero 57 della lista, affogato Randy nel cesso, Earl fa scegliere a Darnell quale sia il prossimo punto della lista a cui rimediare. Questo decide di cancellare il primo: Rubato 10 dollari da un uomo al Camden Market, l'ultima cattiva azione da lui commessa. Insieme a Iqball, cassiere al Camden Market, rivede i video delle telecamere di sorveglianza e scopre che quei dieci dollari rubati sarebbero serviti a quell'uomo per comprare il biglietto vincente della lotteria, poi comprato da Earl. A suo malgrado, va dalla sua vittima, Paul, e gli dà tutto ciò che ha. Non avendo più soldi, i due fratelli vanno a vivere nella loro macchina. Earl non si perde d'animo e va a cancellare il punto 206 della lista: Rifiutato di ballare con l'altissima Maggie in 4ª liceo. Senza un soldo, la benzina finisce ed è costretto ad andarci a piedi. Cancellato quel punto, decide di vendere la macchina per avere dei soldi per mangiare, dato che comunque non ha più benzina. Mentre torna in autobus a Camden, il mezzo investe Paul. All'ospedale l'uomo restituisce il denaro e raccontando le sue disavventure. Quando Earl era stato investito all'inizio delle sue avventure, Paul si era ritrovato in mano il biglietto vincente, ma volendolo tenere era scappato via senza chiamare i soccorsi rimanendo a sua volta investito. Il biglietto, ora di nessuno, volò per tutta Camden passando inoltre vicino a tutti i personaggi ricorrenti di Camden, Willy il postino, Patty la prostituta, Didi, fino ad arrivare al motel di Earl. Paul, essendo stato investito una seconda volta, capisce che è il volere del Karma che si è arrabbiato con lui per non aver detto ad Earl la verità su ciò che era accaduto. Earl e Randy ritornano a vivere al motel e cancellano il punto nº 1 dalla lista.
- Punti della lista citati: 1, 2, 57, 119, 206.

## Un pessimo karma - Disavventure di Earl
- Titolo originale: Bad Karma
- Diretto da: Greg Garcia, Marc Buckland ed Eyal Gordin
- Scritto da: Greg Garcia, Marc Buckland ed Eyal Gordin

### Trama
Un pessimo Karma - Disavventure di Earl è un episodio esclusivo per il cofanetto della prima stagione. L'episodio narra la vita di Earl come sarebbe stata se invece di vedere Carson Daly avesse visto I Griffin, e Stewie gli avesse detto che per ogni torto subito deve ripagare a calci nel sedere il colpevole. Earl così diventa cattivo e stila una lista esattamente opposta a quella originale. Il primo che cerca di rimediare è: Fattomi sentire un idiota da Kenny James a scuola. Earl va a cercare Kenny e paga un travestito perché faccia sesso con lui, in modo da farlo sembrare un idiota a sua volta. Scopre però che Kenny è gay e che i due hanno fatto veramente l'amore. Non contento, taglia tutti i capelli di Joy e Darnell per averlo tradito. Nella fuga dalla visione di Kenny e del travestito nudo, corre in strada e viene investito da Joy. Questa lo investe altre tre volte fino ad ucciderlo. Randy allora si traveste da Earl e continua la lista del fratello.